# Lutz Mahnke
Lutz Mahnke (* 22. Dezember 1963 in Raschau) ist ein deutscher Bibliotheksdirektor. Seit 2001 leitet er die Ratsschulbibliothek Zwickau.

## Leben
Nach dem Abitur an der Erweiterten Oberschule „Bertolt Brecht“ in Schwarzenberg 1982 und seinem Wehrdienst studierte Mahnke an der Pädagogischen Hochschule Zwickau die Fächer Germanistik und Musik auf Lehramt und schloss sein Studium 1989 als Diplomlehrer ab. Im Rahmen eines Forschungsstudiums wurde er dort 1993 mit einer sprachwissenschaftlichen Arbeit zur Lyrik im Werk des Erzgebirgschronisten Christian Lehmann in sächsischer Literaturgeschichte zum Dr. phil. promoviert. Dessen editierte Stadtchronik von Scheibenberg publizierte Mahnke 1992 unter dem Titel „Chronicon Scheibenbergense“. Seit 1992 war er, zunächst in einer Arbeitsbeschaffungsmaßnahme, seit 1994 als wissenschaftlicher Mitarbeiter in der Ratsschulbibliothek Zwickau tätig. Daneben betätigte er sich ab 1998 als Museumspädagoge im Städtischen Museum Zwickau. Seit 2001 ist er Direktor der Ratsschulbibliothek.

## Schriften (Auswahl)
- Christian Lehmann – der Chronist des Erzgebirges im 17. Jahrhundert, Untersuchungen zur Lyrik in seinen Werken. Diss. Pädagogische Hochschule Zwickau, 1992, DNB 946653895.
- (als Bearb. und Hrsg.): Chronicon Scheibenbergense: Beschreibung der Kurfürstlich Sächsischen, freien und im Meißnischen Obererzgebirge gelegenen, löblichen Bergstadt Scheibenberg ; derselben Ursprung, Erbauung, Namen, Lage, Regenten, geistliche und weltliche Gebäude und Personen, sowie Bergsachen bis zum Jahr 1679 aufgezeichnet durch Christian Lehmann, 1992 DNB 1010928902
- Epistolae ad Daumium. Katalog der Briefe an den Zwickauer Rektor Christian Daum (1612–1687), Harrassowitz, Wiesbaden 2003, ISBN 978-3-447-04577-3.
- (mit Gregor Hermann): Ratsschulbibliothek Zwickau. Kleiner Bibliotheksführer, Zwickau 2015, ISBN 978-3-933282-47-7.